# Gonomyia ericarum
Gonomyia ericarum är en tvåvingeart som beskrevs av Alexander 1956. Gonomyia ericarum ingår i släktet Gonomyia och familjen småharkrankar.
Artens utbredningsområde är Kenya. Inga underarter finns listade i Catalogue of Life.